# СОТКА (фільм)
«СОТКА» (рос. СОТКА)  — український художній фільм 2018 року, знятий режисером Олександром Бєляком. Стрічка розповідає про молодого працівника супермаркету, Леопольда Барановського, який помилково стає володарем незвичайного піджака, у кишені якого ніколи не закінчуються стодоларові купюри.
Фільм вийшов в український широкий прокат 1 березня 2018 року.

## Сюжет
Молодий працівник супермаркету, Леопольд Барановський, стає володарем незвичайного піджака, в кишені якого ніколи не закінчуються стодоларові купюри. Життя Леопольда і його найкращого друга Льохи заграло новими фарбами — ресторани, бутики, нові автомобілі та абсолютно все, чого забажає їх душа.
 
Але у піджака є справжній господар — Віктор Хмара (кандидат в мери великого приморського міста). Він задіє для пошуку дорогоцінної речі всі сили і зв'язки. Леопольд готовий повернути річ власникові, але несподівано дізнається, про те що стодоларові купюри, перед тим, як з'явитися в кишені піджака, повинні зникнути з кишені іншої людини. Через розгульне життя Леопольда і Льохи вже позбулися грошей тисячі людей, а що трапиться коли піджак потрапить в руки Віктора, який змагається за владу?
Перед друзями стоїть непросте завдання — не допустити перемоги Віктора на виборах і не дозволити йому збанкрутувати всю країну.

## Актори та автори
Серед головних акторів фільму були:
| Актор                | Роль                  |
| -------------------- | --------------------- |
| Євген Капорін        | Леопольд Барановський |
| Ієва Андрєєвайте     | Ангеліна              |
| Дмитро Цинковський   | Віктор                |
| Михайло Богдасаров   | Марко Річчі           |
| Микита Тарасов       | Баррі Баг             |
| Катерина Кістень     | Галина Петрівна       |
| Олександр Пономарьов | Мер міста             |
| Микита Биканов       | Льоха                 |
| Олексій Смолка       | Чиновник              |
| Андрій Печений       | Таксист               |

- Режисер: Олександр Бєляк
- Сценарист: Олександр Бєляк
- Оператор-постановник: Вадим Дусьман
- Художник-постановник: Олександра Руденко
- Генеральний продюсер: Олександр Бєляк
- Виконавчий продюсер: Юлія Бєляк
- Композитор: Ростислав Клапан
- Помічник продюсера: Ілля Бєляк

## Виробництво

### Зйомки
Сама ідея створення стрічки зародилася ще 2012 року й тоді планувалось зняти серіал, але згодом Олександр Бєляк вирішив, що формат повнометражної стрічки краще підійде для комедії. Перед початком зйомок відбувся великий міжнародний кастинг.
Зйомки розпочалися в Одесі 1 квітня 2017 року і тривали до кінця місяця. Фільм наповнений видами Одеси, адже зйомки проходили на найвідоміших вулицях, таких як Дерибасівській, Європейській, Ніжинській, Грецькій, у Міському саду та на Біржовій площі. Окрім відомих вулиць, зйомки проходили і у знайомих для одеситів місцях, як Одеська міська рада, Одеський головпоштамт, відомі ресторани та готелі Одеси.

### Український дубляж
Українською фільм дубльовано на студії LeDoyen у 2018 році.

## Саундтрек
| #  | Назва                               | Виконавець                     | Тривалість |
| -- | ----------------------------------- | ------------------------------ | ---------- |
| 1. | «Гелик Вани»                        | Поліграф ШарікOFF              | 3:11       |
| 2. | «Не то»                             | Нумер 482                      |            |
| 3. | «У чёрного моря»                    | Олександр Пономарьов           | 2:37       |
| 4. | «Коли вона поруч»                   | Нумер 482                      | 2:44       |
| 5. | «Одесский фитнес»                   | Фелікс Шиндер                  | 3:15       |
| 6. | «Киевский трамвай (Киевир трамвай)» | Фелиікс Шиндер та Гроші Вперед | 2:54       |
| 7. | «Зависть»                           | Uma2rmaH                       | 5:00       |

## Реліз та касові збори

### В Україні
Фільм з українським дубляжем вийшов в український широкий прокат 1 березня 2018 року. Український дубляж виконала студія Le Doyen. Загалом стрічка протрималася в українському прокаті 4 тижні та заробила ₴2,4 млн. ($92,8 тис.)
Фільм з оригінальним російським озвученням (в промо-матеріалах цей реліз згадувався як фільм «на одеській мові») вийшов в український прокат 29 березня 2018 року.

### Закордоном
5 квітня 2018 стрічка також вийшла в обмежений кінопрокат Казахстану та Білорусі. Публічна інформація щодо касових зборів закордоном відсутня.

## Відгуки критиків
Фільм отримав змішані відгуки від українських кінокритиків. Зокрема, оскільки фільм було знято російською, то для українського прокату створили український дубляж і саме на якість українського дубляжу нарікали українські критики; так оглядач «Geek Journal» Тайлер Андерсон назвав український дубляж «хиленьким» і зазначив, що «при перегляді фільму виникає відчуття, що фільм зняли не для українського кіноринку, а туди „за парєбрік“».

## Нагороди та номінації
| Список нагород та номінацій | Список нагород та номінацій | Список нагород та номінацій | Список нагород та номінацій | Список нагород та номінацій | Список нагород та номінацій |
| Кінофестиваль/Кінопремія    | Рік                         | Категорія                   | Номінант(и)                 | Результат                   | Дж                          |
| --------------------------- | --------------------------- | --------------------------- | --------------------------- | --------------------------- | --------------------------- |
| Премія «Золота дзиґа»       | 19.04.2019                  | Премія глядацьких симпатій  | Сотка                       | Номінація                   | [ 14 ]                      |